# Zerav
Zerav (Thuja), zvaný též túje, je rod dřevin z čeledi cypřišovité původem ze Severní Ameriky a Asie (Čína, Japonsko, Korea). Zahrnuje 5 druhů. Jsou to vždyzelené, jednodomé jehličnany kuželovitého tvaru, dosahující výšek 20–60 m, ojediněle i více. Jsou vzhledově podobné cypřiškům, s nimiž jsou blízce příbuzné. Sesterským rodem je zeravinec (Thujopsis), v minulosti též řazený spolu s několika dalšími drobnými rody do rodu Thuja.

## Popis a ekologie

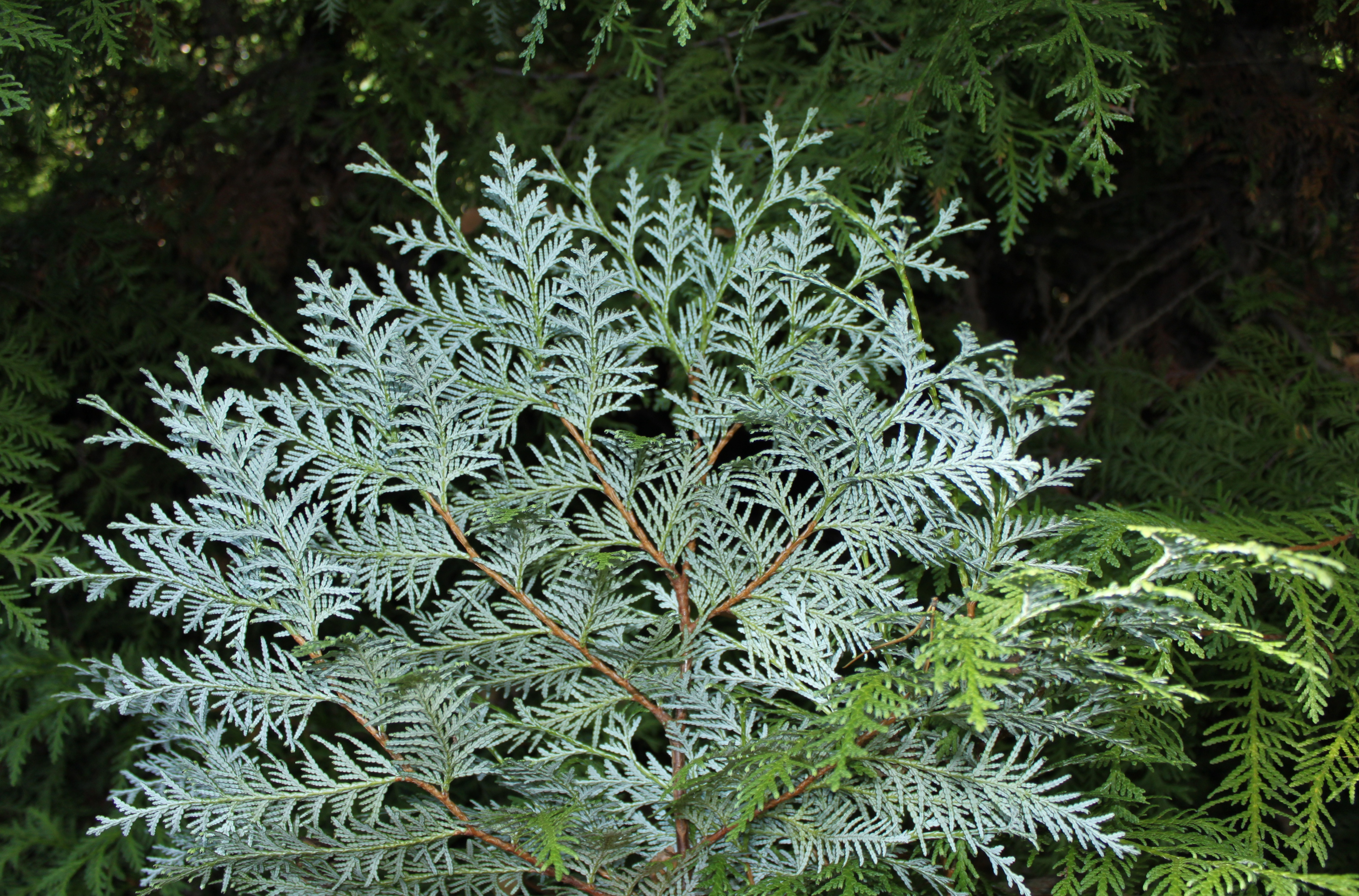
Zerav korejský má olistění na rubu nápadně bílé

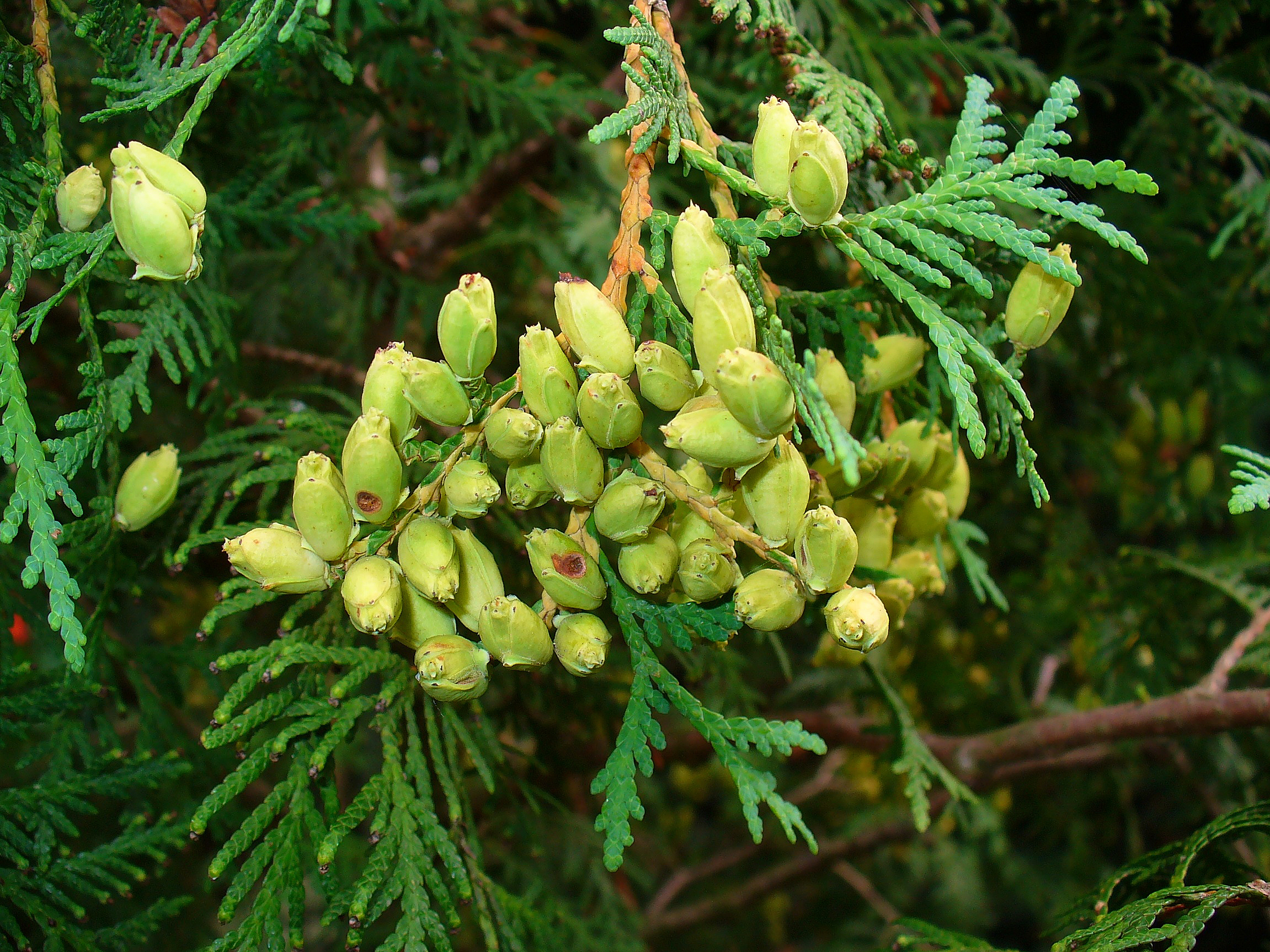
Dozrávající šišky zeravu západního

Listy jsou šupinovité, těsně k sobě přitisklé, velmi drobné (v řádech milimetrů). Jsou tmavozelené, vespodu obvykle světlejší, vyrůstají na větévkách vějířovitého tvaru. Šištice jsou drobné, podlouhle vejcovité, dozrávající v prvním roce; malá semena mají dvě úzká boční křídla.
Nejčastěji rostou na vlhkých až bažinatých lesních stanovištích. Jsou vesměs značně tolerantní k zástinu i k vzdušnému znečištění.

## Přehled zástupců
Severoamerické druhy
- zerav obrovský (Thuja plicata), syn. zerav řasnatý
- zerav západní (Thuja occidentalis)

Východoasijské druhy
- zerav japonský (Thuja standishii)
- zerav korejský (Thuja koraiensis)
- Thuja sutchuenensis[2][3]

## Využití
Zeravy jsou pěstovány jako okrasné jehličnany, často na hřbitovech jako součást smutečních výsadeb. Dobře snáší sestřih, jsou proto hojně používány do živých plotů. Pryskyřice se využívala v medicíně (odtud anglický název arborvitae, strom života), rozměrnější druhy jsou i významnými dřevařsky využitelnými stromy.

## Škůdce

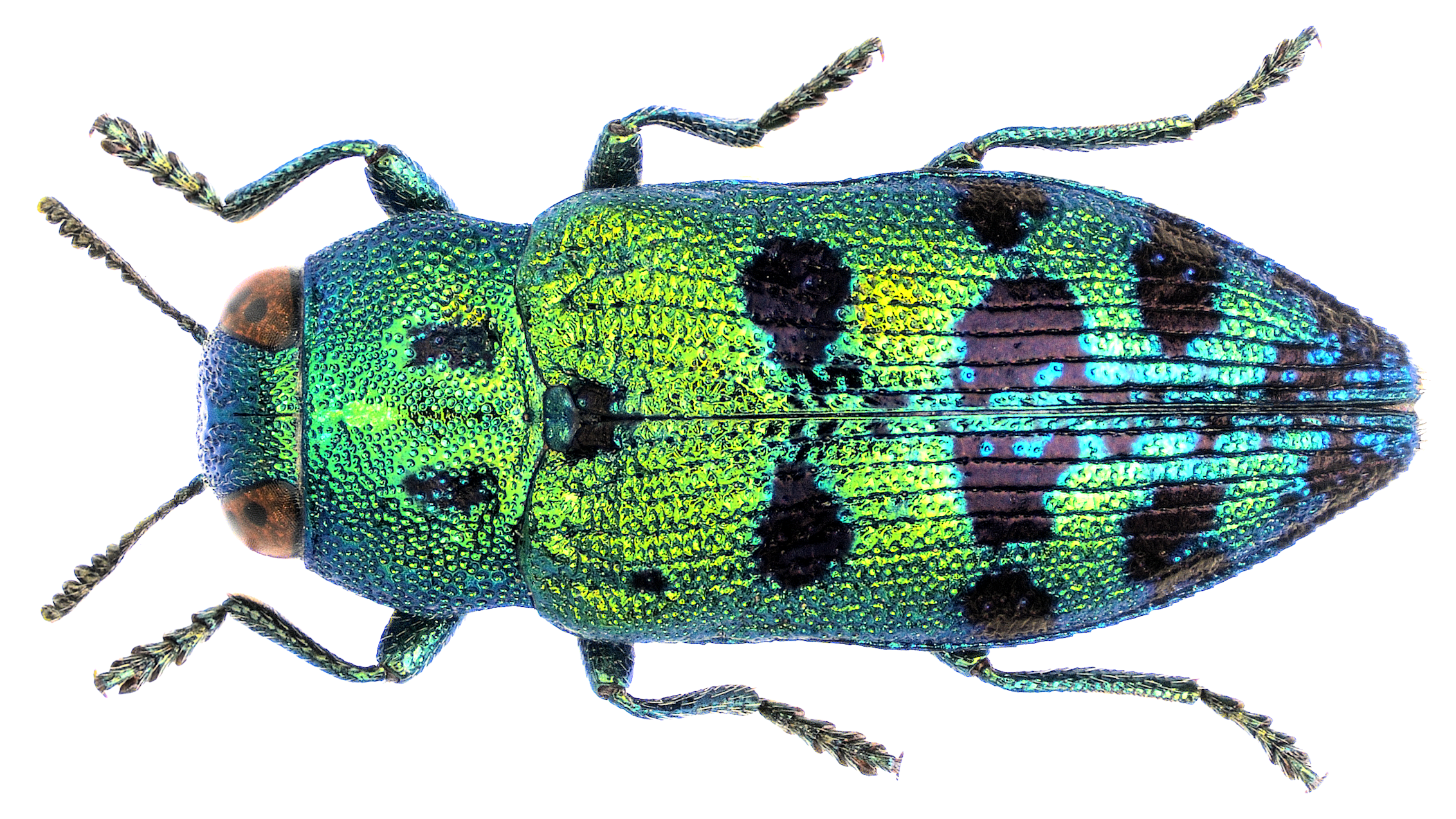
Krasec Lamprodila festiva

Tújím škodí brouk Lamprodila festiva, původem ze Středomoří, který se invazně šíří Evropou i západní Asií. Tento druh krasce žije skrytě v substrátu pod stromy, odkud v noci vylézá po kmeni stromu a za šupiny kůry klade vajíčka. Z vajíček se líhnou malé larvy, které vyžírají lýko. Napadené části pak začínají žloutnout a usychat, podobně jako když smrkové lesy usychají kvůli působení lýkožrouta smrkového. Suché větve by proto měli lidé odříznout a spálit, nikoli vyvážet na skládky, odkud by se mohli krasci dál šířit.